# 達涅萊·班納德提
達涅萊·班納德提（Daniele Benedetti，1995年9月30日—），是一名出生於義大利奇維塔韋基亞的帆船運動員，曾在2010年青年奧林匹克運動會的男子風浪板項目上獲得第九名。

## 外部連結
- Daniele Benedetti （页面存档备份，存于） - ISAF